# Schubart-Gymnasium Ulm
Das Schubart-Gymnasium ist eines von sieben Gymnasien in Ulm. Das staatliche, allgemeinbildende Gymnasium wurde nach dem Dichter und Schriftsteller Christian Friedrich Daniel Schubart benannt.

## Lage
Das Schubart-Gymnasium befindet sich westlich des Ulmer Hauptbahnhofes (u. a. zu Fuß über den Bahnhofssteg zu erreichen) und unmittelbar östlich der Wallanlagen der Bundesfestung Ulm und des Hindenburgrings (B 10/B 28) im sogenannten „Dichterviertel“.

## Geschichte
Das heutige Schubart-Gymnasium ging 1878 aus der Teilung der Doppelanstalt Realgymnasium-Realschule hervor. Zum Gebäude gehört eine Sternwarte, die sich in einem markanten Astronomieturm in der aufgesetzten Kuppel befindet. Der Turm war viele Jahre nicht nutzbar, er wurde vom Schulträger Stadt Ulm 2020 nach vielen Jahren aufwändig saniert. Das neue High-Tech-Teleskop wurde durch großzügige Unterstützung u. a. der Wilhelm und Else Heraeus-Stiftung sowie der Vector-Stiftung ermöglicht und lässt sich online steuern.

## Schulprofile
Das Gymnasium bietet zwei Schulprofile an: Das mathematisch-naturwissenschaftliche Profil und das neusprachliche Profil, mit den Sprachen Englisch, Französisch, Latein und Italienisch. Darüber hinaus gibt es einen bilingualen Zug, in dem ab Klasse fünf verstärkt Englisch unterrichtet wird. Ab der siebten Klasse erfolgt in diesem Zug abwechselnd in den Fächern Geographie, Biologie und Geschichte der Unterricht in Englisch. Als Abschlüsse werden Hauptschulabschluss, Mittlere Reife, Fachhochschulreife und Abitur angeboten.

## Partnerschaften
Seit vielen Jahren gibt es einen jährlichen Schüleraustausch mit dem Liceo R.Corso in Correggio (Emilia-Romagna) sowie mit dem Collège in Gujan-Mestras.

## Förderverein
Der Verein der Freunde des Schubart-Gymnasiums Ulm e.V. wurde am 11. Juni 1969 von 55 Mitgliedern des Elternbeirates gegründet. Sein Zweck ist die unterstützende Förderung der Bildung am Schubart-Gymnasium. Dies geschieht zum Beispiel durch kulturelle und sportliche Veranstaltungen, dem jährlichen Herbstfest sowie durch finanzielle Unterstützung im Bereich der Ausstattung (u. a. Schülercafé „Keks“, Möblierung der Aufenthaltsbereiche).

## Außerunterrichtliche Aktivitäten
Die Schule unterstützt die Initiative Schule ohne Rassismus – Schule mit Courage, die sich gegen Rassismus und Diskriminierung einsetzt. Im Rahmen des Projekts „Gesicht zeigen“ haben Schüler im Jahr 2012 Plakate, Rapsongs und Videos gegen Rassismus produziert.

## Bekannte ehemalige Schüler
- Siegfried Unseld (1924–2002)
- Ulrich Linse (* 1939)
- Gert Sautermeister (* 1940)
- Klaus Vondung (* 1941)
- Uli Hoeneß (* 1952)[6]
- Dieter Hoeneß (* 1953)[7]
- Johannes Pfeiffer (* 1954)
- Joachim Münch (* 1959)
- Florian Felix Weyh (* 1963)[6]
- Martin Burgi (* 1964)
- Joo Kraus (* 1966)
- Lea Toran Jenner (* 1992)